# 美濃太田車站
美濃太田站（日语：／ Mino-ōta eki */?）是位於日本岐阜縣美濃加茂市太田的東海旅客鐵道（JR東海）與長良川鐵道（長鐵）鐵路車站。

## 概要
美濃太田是JR東海所屬的兩條地方交通線、高山本線與太多線，以及長良川鐵道所屬的越美南線之交會車站，過去曾一度是太田町的主車站（目前已併為美濃加茂市的一部份），也是美濃加茂市境內的主要車站之一。由於是數條鐵路線的交會之處具有轉車站的功能，因此JR東海所有行經本站的特急列車皆會在此停靠。

## 車站構造
鋼筋造2層（部份3層）建的「美濃太田站自由通路」連接南側JR線剪票口1處及北側的長良川鐵道出入口。

### JR東海
島式月台2面4線的地面車站。設跨站式站房。
此站有站長及站員執勤，有自動售票機及綠色窗口。並負責管理高山本線的坂祝與飛驒金山間各站，及太多線的下切站、可兒站、美濃川合站等車站。

#### 月台配置
| 月台 | 路線     | 方向 | 目的地               | 備註                |
| ---- | -------- | ---- | -------------------- | ------------------- |
| 1、2 | 高山本線 | 上行 | 岐阜、名古屋方向     | 一部分於4號月台開出 |
| 1、2 | 太多線   | -    | 可兒、多治見方向     |                     |
| 3、4 | 高山本線 | 下行 | 下呂、高山、富山方向 | 一部分於1號月台開出 |
| 3、4 | 太多線   | -    | 可兒、多治見方向     |                     |

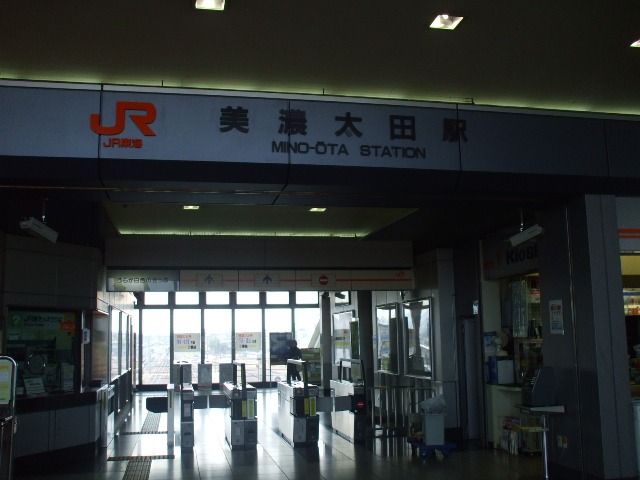
改札口
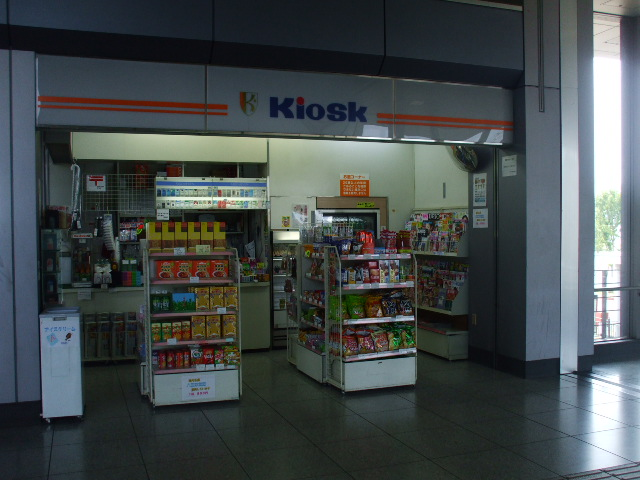
KIOSK （改札外）
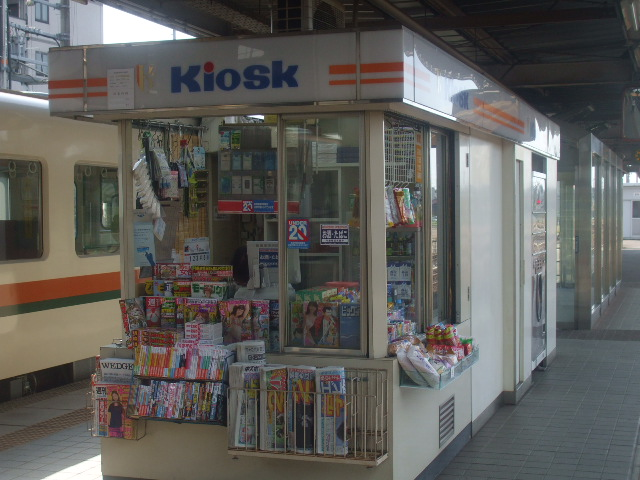
KIOSK（1號線）／現在閉店

### 長良川鐵道

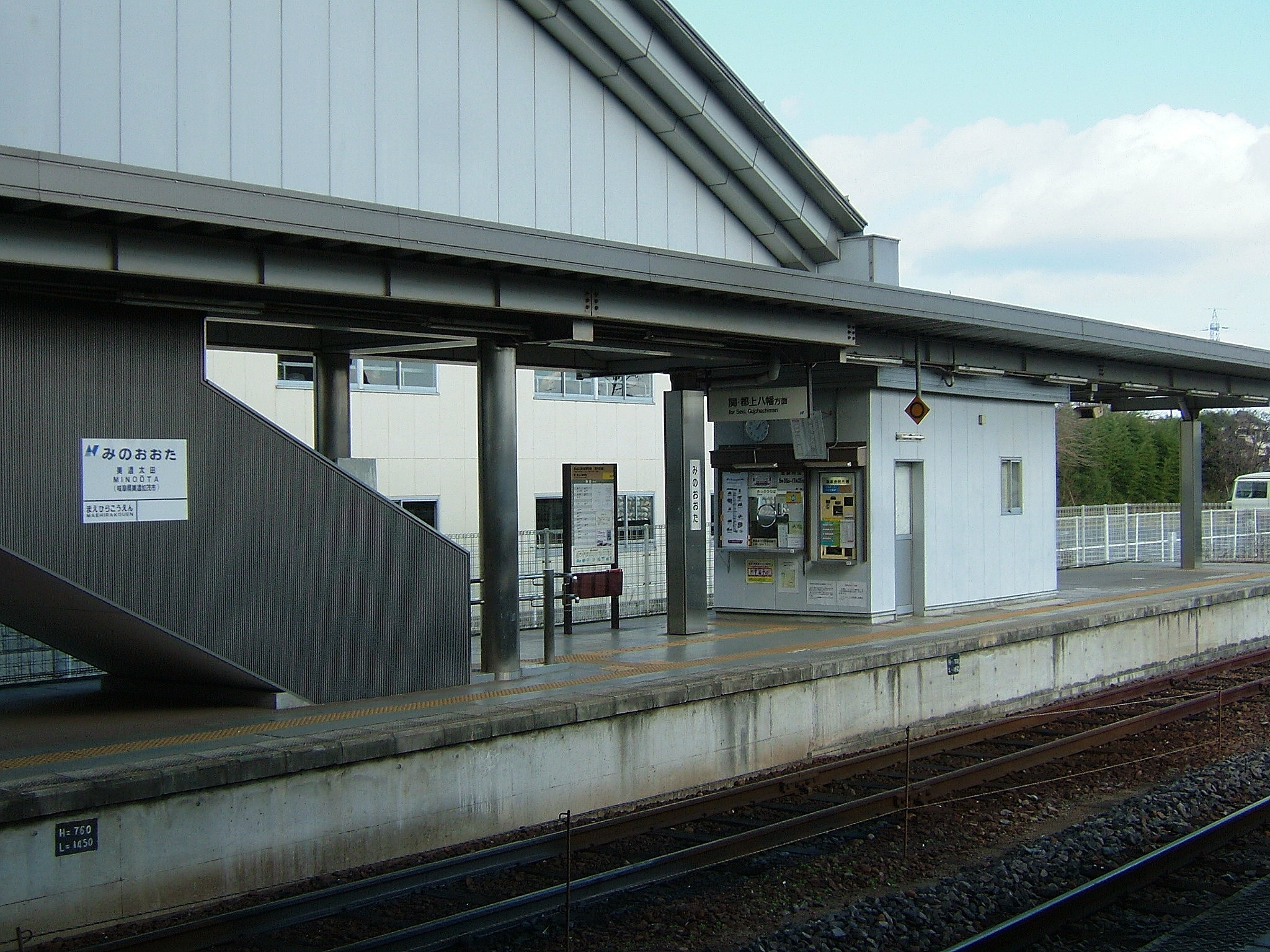
越美南線月台

此站為長良川鐵道越美南線列車的始發、終點站。月台設置於往北濃站方向右側。2006年之後，鐵軌不再與JR連通。

## 使用情況
根據「岐阜縣統計書」「美濃加茂市統計書」1日平均上車人次如下表。
| 年度（JR東海） 年次（長良川鐵道） | JR東海           | 長良川鐵道       |
| 年度（JR東海） 年次（長良川鐵道） | 1日平均 上車人次 | 1日平均 上車人次 |
| --------------------------------- | ---------------- | ---------------- |
| 2000年                            | 2,823            |                  |
| 2001年                            | 2,757            |                  |
| 2002年                            | 2,739            |                  |
| 2003年                            | 2,773            |                  |
| 2004年                            | 2,743            |                  |
| 2005年                            | 2,823            |                  |
| 2006年                            | 2,814            |                  |
| 2007年                            | 2,882            |                  |
| 2008年                            | 2,940            |                  |
| 2009年                            | 2,821            | 409              |
| 2010年                            | 2,820            | 394              |
| 2011年                            | 2,784            | 345              |
| 2012年                            | 2,752            | 378              |
| 2013年                            | 2,717            | 281              |
| 2014年                            | 2,699            | 374              |
| 2015年                            | 2,776            | 432              |
| 2016年                            | 2,815            | 416              |
| 2017年                            | 2,849            | 360              |
| 2018年                            |                  | 430              |

## 車站周邊
- 美濃加茂市役所
- 國道21號
- 國道41號
- 國道248號
- 木曾川
- 舊中山道太田宿
- 岐阜清流里山公園（原 日本昭和村）
- 美濃太田車輛區 - 本站起約1.7km多治見方、本站發着列車夜間滞泊使用。
- 美濃太田運輸區 - 乘務員區所。
- 美濃加茂郵便局
- 太田病院
- 木澤記念病院

## 歷史
- 1921年（大正10年）11月12日 - 國有鐵道高山線（1934年改名高山本線）各務原站延伸之際，此站做為終點站開業。
- 1922年（大正11年）11月25日 - 高山線往下麻生站延伸。成為途中站。
- 1923年（大正12年）10月5日 - 越美南線的美濃町站（現美濃市站）開業。
- 1928年（昭和3年）10月1日 - 太多線的廣見站（現可兒站）至本站延伸。
- 1982年（昭和57年）11月15日 - 停辦貨運業務。
- 1986年（昭和61年）12月11日 - 越美南線轉為長良川鐵道。
- 1987年（昭和62年）
  - 3月31日 - 恢復貨運業務（一般站）。
  - 4月1日 - 國鐵分割民營化，成為東海旅客鐵道、長良川鐵道及日本貨物鐵道車站。
- 1998年（平成10年）3月28日 - 新站舎完成。
- 2001年 - 入選中部車站百選（第三回）。
- 2007年（平成19年）4月1日 - 日本貨物鐵道車站廢止。
- 2010年（平成22年）3月13日 - TOICA利用開始。
- 2019年（令和元年）6月1日 - 車站便當終止販售[3]。

## 相鄰車站
※特急「飛驒」的相鄰停靠站參見列車條目。
東海旅客鐵道
 高山本線
坂祝（CG06）－美濃太田（CG07）－古井
 太多線
美濃川合（CI01）－美濃太田（CI00）（－高山本線 坂祝站）
長良川鐵道
越美南線
美濃太田（0）－前平公園（1）

## 外部連結
- 美濃太田 - 東海旅客鐵道